# Florin Nicolae
Florin Cornel Nicolae (* 11. August 1980 in Ploiești) ist ein rumänischer Handballspieler.

## Karriere
Nicolae erlernte an der Grup Şcolar Industrial „1 Mai“ Ploiești das Handballspielen, wo der linke Rückraumspieler auch die nationale Juniorenmeisterschaft gewinnen konnte. 2001 wechselte Nicolae zu HCM Constanța, einem der erfolgreichsten rumänischen Handballvereine und wurde dort 2004 zum ersten Mal rumänischer Meister. Auf internationaler Ebene trug der Rumäne zum Halbfinaleinzug im EHF Challenge Cup 2003/04 sowie im EHF-Europapokal der Pokalsieger 2005/06 bei, den bis heute größten Erfolgen der Vereinsgeschichte. Zwischen 2006 und 2008 trug Nicolae das Trikot der Kadetten Schaffhausen, mit denen er mehrere nationale Schweizer Titel feiern konnte und weiterhin auf internationalem Parkett auflief. Anschließend kehrte er für drei weitere Jahre nach Constanța zurück, wo Nicolae unter anderem drei nationale Meisterschaften in Folge feiern konnte und im Dezember 2010 in der Champions-League-Gruppenphase gegen die SG Flensburg-Handewitt (29:32) sein letztes Spiel auf europäischer Ebene bestritt. Auf Leihbasis wechselte der Rückraumspieler 2011 schließlich zum Erstliga-Aufsteiger CSM Ploiești, mit dem er zum Saisonende den Klassenerhalt erreichte. Darauf folgend spielte Nicolae jeweils zwei Jahre lang bei CS Dinamo București (2012 bis 2014) und AHC Dunărea Călărași (2014 bis 2016). Im Juni 2016 beendete er seine Karriere bei Dunărea Călărași und arbeitete bei dem Verein fortan als Teammanager und Co-Trainer. Als neuer Trainer der Rumänen wurde in der Sommerpause der ehemalige Frauen-Bundesliga-Trainer Caslav Dincic verpflichtet.
Nach nur einem Jahr in der Doppelfunktion ging Nicolae im Sommer 2017 zur SG Gösenroth/Laufersweiler in die viertklassige Handball-Oberliga Rheinland-Pfalz/Saar, für die er am 16. September 2017 im Ligaspiel gegen die SG Saulheim (27:35) debütierte. Nach der Winterpause und dem Rücktritt von Trainer Igor Domaschenko übernahm der Rumäne die Aufgabe des Spielertrainers. Die Mannschaft musste am Saisonende in die Rheinlandliga absteigen und belegte dort in der folgenden Saison den zweiten Platz. Im Sommer 2019 fusionierten die Gösenrother zur HSG Hunsrück.
Zwischen 2003 und 2010 bestritt Nicolae insgesamt 70 Einsätze für die rumänische Nationalmannschaft und nahm mit dieser unter anderem an der Handball-Weltmeisterschaft 2009 teil.

## Titel und Erfolge
- Rumänischer Meister: 2004, 2006, 2009, 2010, 2011
- Rumänischer Pokalsieger: 2006, 2011
- Schweizer Meister: 2007
- Schweizer Cupsieger: 2007, 2008
- Schweizer SuperCup-Sieger: 2007